# Aleurochiton aceris
Aleurochiton aceris là một loài côn trùng cánh nửa trong họ Aleyrodidae, phân họ Aleyrodinae. Chúng được Adolph Modeér miêu tả khoa học đầu tiên năm 1778.